# Hypnomys morphaeus
Il ghiro gigante di Maiorca era una delle due specie di ghiro gigante endemiche delle Baleari; in particolare, quest'animale viveva sull'isola di Maiorca, dalla quale, durante l'ultima era glaciale, colonizzò la vicina Minorca assieme ad altre specie endemiche (Myotragus balearicus, Nesiotites hidalgo), soppiantando la fauna locale.

Quando alla fine dell'era glaciale il livello dei mari tornò a salire, le popolazioni delle due isole si divisero nuovamente, e quella di Minorca si evolse per conto proprio, dando origine al ghiro gigante di Minorca (Hypnomys mahonensis).